# Андрєєв Василь Аполонович
Василь Аполлонович Андрєєв (1906 — 2 лютого 1974) — учасник німецько-радянської війни, кулеметник 82- го гвардійського стрілецького полку 32-ї гвардійської стрілецької дивізії 2-ї гвардійської армії 3-го Білоруського фронту. Герой Радянського Союзу (29 червня 1945), гвардії молодший сержант.

## Біографія
Народився в 1906 році в селянській родині. За національністю росіянин. Член ВКП (б). До призову в Червону Армію (в листопаді 1942 року) працював комендантом театру в Душанбе.
На фронтах Великої Вітчизняної воював на посаді кулеметника 82-го гвардійського стрілецького полку. Особливо відзначився гвардії молодший сержант Андрєєв в боях в районі міста Рауш (з 1946 року місто Світлогорськ Калінінградській області). 15 квітня 1945 року ним, на чолі кулеметного розрахунку, знайшло своє відображення чотири ворожі контратаки. В ході однієї з контратак гітлерівців Андрєєв замінив вибулого з ладу командира взводу і вогнем кулеметів підтримував наступ піхоти. Сам отримав важке поранення, але не залишив поля бою. Вмілими та рішучими діями сприяв захопленню в полон до 140 фашистів.
Указом Президії Верховної Ради СРСР від 29 червня 1945 за зразкове виконання бойових завдань командування на фронті боротьби з німецькими загарбниками і проявлені при цьому відвагу і геройство гвардії молодшому сержантові Андрєєву Василю Аполоновичу присвоєно звання Героя Радянського Союзу з врученням ордена Леніна і медалі «Золота Зірка».
Після закінчення війни демобілізований. Жив і працював в Душанбе. Помер 2 лютого 1974 року. Похований на православному цвинтарі міста Душанбе. Догляд за похованням здійснюють військовослужбовці і юнармійці 201-ї російської військової бази, дислокованої в Таджикистані.

## Нагороди
- Медаль «Золота Зірка» Героя Радянського Союзу
- Орден Леніна
- Орден Слави III ступеня
- Медалі, в тому числі:
  - Медаль «За перемогу над Німеччиною у Великій Вітчизняній війні 1941—1945 рр.»
  - Ювілейна медаль «Двадцять років Перемоги у Великій Вітчизняній війні 1941—1945 рр.»